# فلة نصر
فِلَّة نصر هي بلدية تقع في مقاطعة سمورة في قشتالة وليون بإسبانيا. بلغ عدد سكان البلدية 364 نسمة فقًا لتعداد عام 2004 (INE).